# Ourapteryx szechuana
Ourapteryx szechuana är en fjärilsart som beskrevs av Eugen Wehrli 1939. Ourapteryx szechuana ingår i släktet Ourapteryx och familjen mätare. Inga underarter finns listade i Catalogue of Life.